# John Denver
John Denver, pseudonimo di Henry John Deutschendorf Jr. (Roswell, 31 dicembre 1943 – Monterey, 12 ottobre 1997), è stato un cantautore e musicista statunitense del genere folk rock.
Tra i più noti artisti degli anni settanta, nel corso della sua carriera ha registrato e realizzato 289 canzoni, delle quali 140 scritte da lui stesso.
Canzoni come Take Me Home, Country Roads, Leaving on a Jet Plane, Thank God I'm A Country Boy, Rhymes and Reasons, Annie's Song, The Bells of Rhymney, I'm Sorry e Rocky Mountain High sono entrate a far parte degli standard musicali.

## Biografia
Suo padre, Henry Deutschendorf Sr., era un ufficiale dell'aeronautica militare statunitense ed istruttore di volo di origine tedesca. Durante la sua infanzia si spostò spesso negli Stati Uniti d'America, dal sud-ovest al sud.
Da adolescente, ricevette da sua nonna una chitarra acustica Gibson 1910, e dimostrò presto la sua abilità cominciando a suonare nei club quando frequentava il college. In seguito adottò il cognome "Denver" in omaggio alla capitale del suo Stato preferito, il Colorado.
Uscito dalla Texas Tech University nel 1964, si spostò a Los Angeles in California e si unì al Chad Mitchell Trio, un gruppo folk music. Lasciò il gruppo, allora conosciuto come Denver, Boise e Johnson, nel 1969 per perseguire la carriera da solista, e realizzò il suo primo LP, Rhymes and Reasons.
L'album non ebbe particolare successo, ma conteneva Leaving, on a Jet Plane, che divenne un numero 1 portato al successo da Peter, Paul and Mary due anni dopo. Registrò altri due album nel 1970: Whose Garden Was This? e Take Me to Tomorrow.

### Il successo
Nel 1971 l'album Poems, Prayers and Promises ne decretò il successo su scala nazionale. L'album conteneva la canzone Take Me Home, Country Roads, che ascese al secondo posto nella Billboard charts. Il successo venne confermato dall'album successivo, Rocky Mountain High. Per tutti gli anni Settanta Denver sfornò una serie di album fortunatissimi, conditi da una serie di partecipazioni televisive (registrò addirittura un album insieme ai Muppets).
Nel 1974 il singolo Sunshine on My Shoulders arriva primo nella Billboard Hot 100 ed Annie's Song arriva primo per due settimane.
Nel 1975 Thank God I'm a Country Boy riporta il cantante primo nella Billboard Hot 100 ed in Canada seguito da I'm Sorry che arriva ancora primo nella Billboard Hot 100.
Nel 1977 lo stato del Colorado lo insignì anche del titolo di poeta laureato. Negli anni ottanta e novanta, pur senza raggiungere le vendite del decennio precedente, la popolarità di Denver rimase molto alta in tutti gli Stati Uniti. Parallelamente alla carriera musicale, Denver divenne vegetariano e portò avanti una serie di campagne ambientaliste e umanitarie.

### La morte

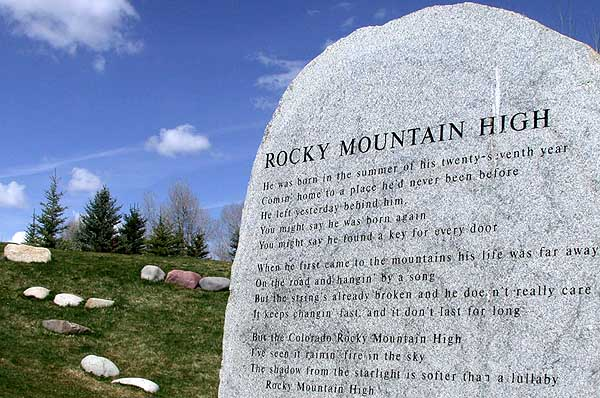
Memoriale di John Denver ad Aspen, con inciso il testo della canzone Rocky Mountain High

Accanto alla musica, John Denver coltivava una grande passione per il volo. Pilota esperto, possedeva vari aerei. Il 12 ottobre 1997 precipitò mentre era ai comandi del suo Rutan Long-EZ nella baia di Monterey in California.
La versione ufficiale riporta che abbia perso i comandi mentre cercava di azionare la leva della riserva, avendo esaurito il carburante. Gli esami clinici rivelarono che il cantante non aveva fatto uso di droghe, alcol o altre sostanze che potessero alterarne le abilità di pilotaggio.
I resti recuperati in mare vennero cremati e sparsi sulle Montagne Rocciose.

## Discografia
(John Denver, in Rocky Mountain High)

### Album in studio
- 1966 – John Denver Sings
- 1969 – Rhymes and Reasons
- 1970 – Take Me to Tomorrow
- 1970 – Whose Garden Was This?
- 1971 – Poems, Prayers and Promises
- 1971 – Aerie
- 1972 – Rocky Mountain High
- 1973 – Farewell Andromeda
- 1973 – John Denver's Greatest Hits
- 1974 – Back Home Again
- 1975 – Windsong
- 1975 – Rocky Mountain Christmas
- 1976 – Spirit
- 1977 – John Denver's Greatest Hits, Volume 2
- 1977 – I Want To Live
- 1978 – John Denver (JD)
- 1979 – A Christmas Together
- 1980 – Autograph
- 1981 – Some Days Are Diamonds
- 1982 – Seasons of the Heart
- 1983 – It's About Time
- 1983 – Rocky Mountain Holiday
- 1984 – Greatest Hits Vol. 3
- 1985 – Dreamland Express
- 1986 – One World
- 1989 – Higher Ground
- 1990 – Earth Songs
- 1990 – The Flower That Shattered the Stone
- 1990 – Christmas, Like a Lullaby
- 1991 – Different Directions
- 1994 – The Very Best of John Denver
- 1995 – The John Denver Collection
- 1996 – Love Again
- 1997 – All Aboard!
- 1997 – A Celebration of Life (1943-1997)
- 1998 – Forever John

### Album dal vivo
- 1975 – An Evening with John Denver
- 1976 – Live in London
- 1997 – The Wildlife Concert
- 1997 – The Best of John Denver Live
- 1999 – Live at the Sydney Opera House
- 2001 – Christmas in Concert
- 2002 – The Harbor Lights Concert
- 2007 – Live in the U.S.S.R.
- 2010 – Live at Cedar Rapids

### Raccolte
- 1973 – John Denver's Greatest Hits
- 1977 – John Denver's Greatest Hits, Volume 2
- 1984 – John Denver's Greatest Hits, Volume 3
- 1991 – Take Me Home, Country Roads and Other Hits
- 1994 – The Very Best of John Denver
- 1996 – The Rocky Mountain Collection
- 1996 – Reflections: Songs of Love & Life
- 1997 – Country Roads Collection
- 1998 – The Best of John Denver
- 1998 – Greatest Country Hits
- 2002 – Songs for America
- 2004 – The Essential John Denver
- 2004 – Definitive All-Time Greatest Hits
- 2004 – A Song's Best Friend - The Very Best of
- 2006 – 16 Biggest Hits
- 2007 – The Essential John Denver
- 2008 – Playlist: The Very Best of John Denver
- 2011 – The Ultimate Collection
- 2012 – The Classic Christmas Album
- 2014 – All of My Memories: The John Denver Collection

## Singoli
- 1969 – Leaving On a Jet Plane
- 1971 – Friends with You
- 1971 – Take Me Home, Country Roads
- 1971 – The Eagle and the Hawk
- 1972 – Everyday
- 1972 – Goodbye Again
- 1973 – Farewell Andromeda (Welcome to My Morning)
- 1973 – I'd Rather Be a Cowboy
- 1973 – Please, Daddy
- 1973 – Rocky Mountain High
- 1973 – Sunshine on My Shoulders
- 1974 – Annie's Song/The Rhymes and the Reasons
- 1974 – Back Home Again
- 1974 – Please, Daddy (ripubblicato)
- 1975 – Calypso / I'm Sorry
- 1975 – Christmas for Cowboys
- 1975 – Sweet Surrender
- 1975 – Thank God I'm a Country Boy
- 1976 – Fly Away (con Olivia Newton-John)
- 1976 – It Makes Me Giggle
- 1976 – Like a Sad Song
- 1976 – Looking for Space
- 1977 – Baby, You Look Good to Me Tonight
- 1977 – How Can I Leave You Again
- 1977 – My Sweet Lady
- 1978 – How Can I Leave You Again (ripubblicato)
- 1978 – I Want to Live
- 1979 – Downhill Stuff
- 1979 – Sweet Melinda
- 1979 – What's on Your Mind
- 1980 – Autograph
- 1980 – Dancing with the Mountains
- 1981 – Some Days Are Diamonds (Some Days Are Stone)
- 1981 – The Cowboy and the Lady
- 1982 – Perhaps Love (con Plácido Domingo)
- 1982 – Seasons of the Heart
- 1982 – Shanghai Breezes
- 1983 – Wild Montana Skies (con Emmylou Harris)
- 1984 – Love Again (con Sylvie Vartan)
- 1985 – Dreamland Express
- 1986 – Along for the Ride ('56 T-Bird)
- 1989 – And So It Goes
- 1993 – Take Me Home, Country Roads (ripubblicato)

## Filmografia parziale
- Bentornato Dio! (Oh, God!), regia di Carl Reiner (1977)
- Il grande orso (Walking Thunder), regia di Craig Clyde (1997)

## Riconoscimenti
Academy of Country Music Awards
- Album dell'anno, 1974, Back Home Again

American Music Award
- Artista Pop/Rock maschile, 1975, 1976
- Artista country maschile, 1976
- Album country, 1976, Back Home Again

Country Music Association Awards
- Canzone dell'anno, 1975, Back Home Again
- Interprete dell'anno, 1975

Grammy Awards
- Miglior album musicale per bambini, 1997, All Aboard!
- Grammy Hall of Fame Award, 1998, Take Me Home, Country Roads

Emmy Awards
- Outstanding Variety, Music Or Comedy Special, 1975, An Evening with John Denver

Altri riconoscimenti
- Poeta laureato del Colorado, 1977
- People's Choice Award, 1977
- Carl Sandburg's People's Poet Award, 1982
- Medaglia NASA per il servizio pubblico, 1985
- Albert Schweitzer Music Award, 1993 (primo musicista non classico a ricevere il riconoscimento)
- Ammesso alla Hall of Fame dei cantautori, 1996
- Rocky Mountain High dichiarata canzone di stato del Colorado, 2007
- Take Me Home, Country Roads dichiarata canzone di stato del West Virginia